# Amphitrite ornata
Amphitrite ornata är en ringmaskart som först beskrevs av Joseph Leidy 1855.  Amphitrite ornata ingår i släktet Amphitrite och familjen Terebellidae. Inga underarter finns listade i Catalogue of Life.